# Švanda dudák

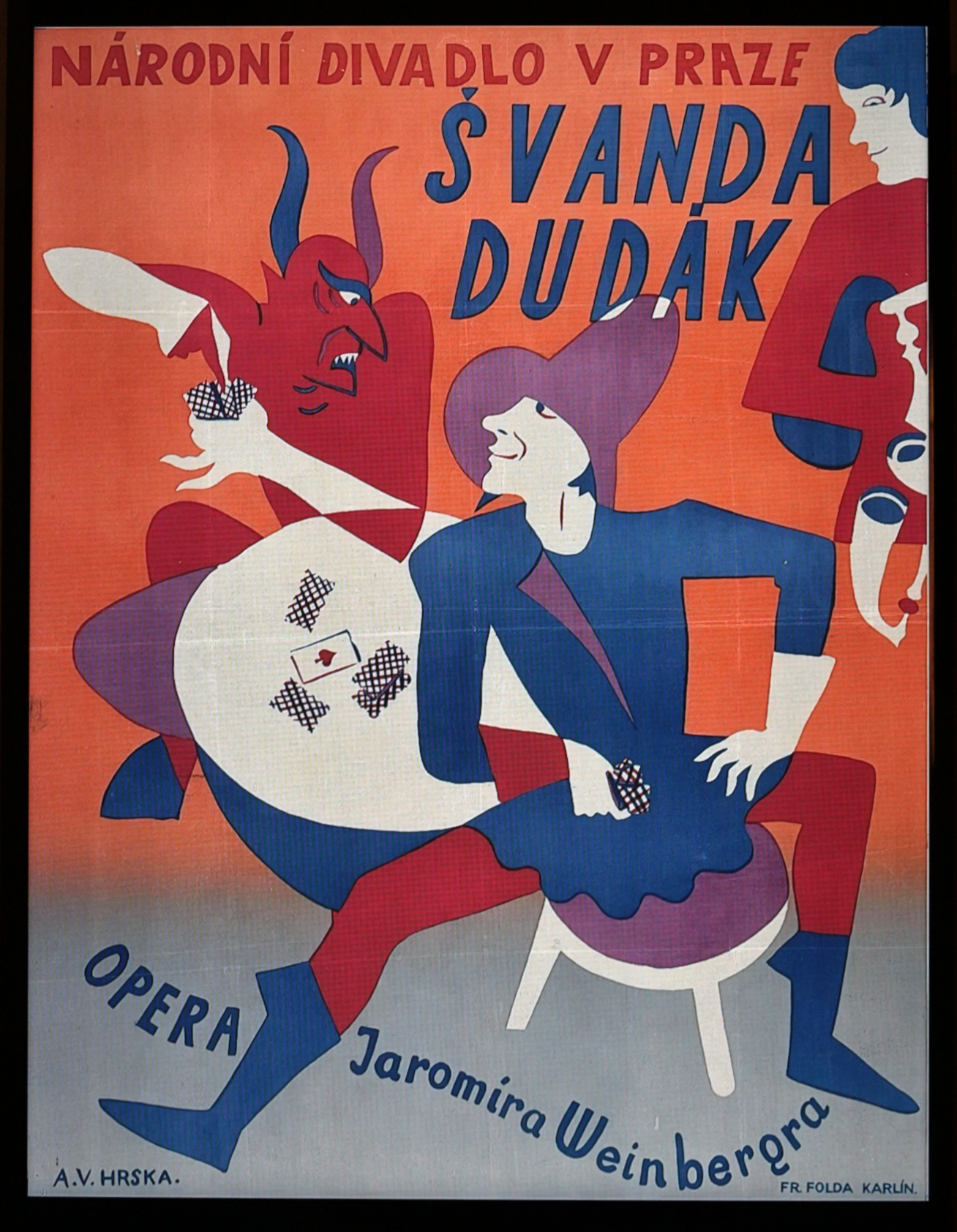

Švanda dudák oftewel Schwanda de doedelzakspeler is een opera in twee bedrijven van de Tsjechische componist Jaromír Weinberger op een libretto van Miloš Kareš gebaseerd op het verhaal Strakonický dudák aneb Hody divých žen (De doedelzakspeler van Strakonice) van Josef Kajetán Tyl. De eerste opvoering vond plaats op 27 april 1927 in Praag bij de Nationaal Theater.

## Inhoud
Schwanda en Dorotka zijn een week getrouwd wanneer de rover Babinsky zijn toevlucht zoekt in hun boerderij, en onmiddellijk voor Dorotka valt. Babinsky haalt Schwanda snel over om op avontuur te gaan. Ze komen aan bij het hof van de koningin die onder de betovering van een boze tovenaar staat. De koningin had een deal gesloten met de tovenaar waarin ze instemde met de dood van de vorst, haar verloofde, in ruil voor een hart van ijs (en dus geen menselijk gevoel) en een diamanten scepter, symbool van haar macht. Schwanda speelt op zijn doedelzak wat de betovering verbreekt. De koningin wil met Schwanda trouwen, en hij accepteert, maar wanneer hij haar kust verschijnt Dorotka, wat de koningin boos maakt. Het hart van de koningin is weer van ijs, en ze laat Schwanda en Dorotka gevangennemen, en wil Schwanda executeren.
Babinsky helpt Schwanda redden door de bijl van de beul te vervangen door een bezem. Schwanda speelt weer op zijn doedelzak die de verzamelde menigte betovert, en hij ontsnapt met Dorotka. Dorotka is nu zelf boos op Schwanda en ze betwijfelt zijn trouw. Schwanda zegt dat als hij ooit de koningin gekust heeft hij rechtstreeks naar de hel mag gaan, wat dan ook gelijk gebeurt. Babinsky zegt tegen Dorotka dat hij van haar houdt, maar zij laat hem beloven Schwanda te redden.
In de hel vraagt de duivel Schwanda voor hem te spelen, want hij heeft niks te doen; niemand wil met hem kaarten omdat hij altijd vals speelt. Schwanda weigert in het begin, maar dan verschijnt Babinsky en daagt de duivel uit tot een spelletje kaart. Babinsky speelt nog valser dan de duivel en wint, en redt vervolgens Schwanda. Schwanda en Dorotka verzoenen zich, en Babinsky vertrekt, op zoek naar nieuwe avonturen.